# Ibrahim El-Masry
Ibrahim Muhammad El-Masry (ar. إبراهيم المصري; ur. 19 sierpnia 1971 w Port Saidzie) – egipski piłkarz grający na pozycji napastnika. W swojej karierze rozegrał 8 meczów i strzelił 1 gola w reprezentacji Egiptu.

## Kariera klubowa
Swoją karierę piłkarską El-Masry rozpoczął w klubie Al-Masry. W 1990 roku zadebiutował w jego barwach w pierwszej lidze egipskiej i grał w nim do 2003 roku. W sezonie 1997/1998 zdobył z nim Puchar Egiptu. W sezonie 2003/2004 grał w omańskim klubie Al-Nasr Salala. W 2004 roku zakończył w nim swoją karierę.

## Kariera reprezentacyjna
W reprezentacji Egiptu El-Masry zadebiutował 16 marca 1994 w zremisowanym 0:0 towarzyskim meczu z Kamerunem, rozegranym w Kairze. Wcześniej, w tym samym roku, został powołany do kadry na Puchar Narodów Afryki 1994. Na tym turnieju nie rozegrał żadnego meczu. 
W 1996 roku powołano El-Masry do kadry na Puchar Narodów Afryki 1996. Wystąpił na nim w jednym meczu, grupowym z Angolą (2:1). Od 1994 do 1996 roku rozegrał w kadrze narodowej 8 meczów i strzelił 1 gola. Brał również udział w Igrzyskach Olimpijskich w Barcelonie.